# おとめサキュバス
『おとめサキュバス』はぬっくによる日本の4コマ漫画。『まんがタイムきらら』（芳文社）にて、2016年10月号から2018年11号まで連載された。単行本は全2巻。
いわゆる学園物4コマ漫画で、舞台はほぼ女子校内でのスクールライフ。2016年の連載3回目（10-12月号）まではゲスト掲載、その後、2017年10月号から連載化された。

## ストーリー
魔界のサキュバス養成学校に通う、半人前のサキュバスであるキュリアとルナは実習として「人間界へ行って、男性を精気を集める」との課題が出されたが、男性が苦手なキュリアは潜入先に女子校を選んでしまう。
潜入先の学校で転校初日に正体がばれてしまうが、持ち前の人の良さで周囲に打ち解けるも、課題はこなせず足踏みが続き、新たなサキュバスも登場して賑やかに。
そんな中、何とか課題をこなすも、キュリアは卒業を返上し、人間界に留まって学校生活を続ける道を選ぶ。

## 登場人物
キュリア・ネファーン
　主人公。半人前のサキュバス。ルサールカ族。ドジっ娘。気を抜くと、角や尻尾などの擬態が解けてしまうこともある。
　男性が苦手。サキュバスの露出度の高い服が着られずに、布地を足す改造を施してしまうなどおよそ淫魔に向かない性格だが、一人前になるべく奮闘する。
ルナ・ディルモニ
キャリアの親友である半人前サキュバス。フルドラ族。森で罠に引っかかったキュリアを助けて以来、腐れ縁。キュリアが心配で試験も同道し、人間界でも級友。しかし、キュリアの可愛らしさに惚れている所もある。
ビキニ等の露出度の高い格好でも平気な、ごく一般的なサキュバス。 だが、激辛ソース好きなど味覚が変。
仲里 凉香（なかざと りょうか）
級友。容姿端麗、女性にモテる体質から「王子」と言う渾名を持つ女性。偶然、目撃したのをきっかけに最初にサキュバスたちの友達になる。
紫宮　みちる（しのみや みちる）
級友その2。歴史上の魔物とかに興味のあるオカルトマニア。凉香と共に最初にサキュバスたちの友達になる。
お姉ちゃん
キュリアの姉。ルサールカ族。名前は不明。時々、人間界に出向いて妹の様子を探り、後にサキュバス養成学校の調査員となった。
ヴェロル・アビス / 遠藤（えんどう）
魔界の地下に住むエンプーサ族のサキュバス。キュリアたちよりも前に演劇部員遠藤として、学園に潜入していた。
地上に住むルサールカ族や、フルドラ族に種族的反発が有り、最初は仇役だったが、段々、キュリアたちに感化されて仲間と化す。しかし、ツンデレなので素直になれていない。
加賀谷 ゆうき（かがや ゆうき）
演劇部の部長。キュリアを部活に誘う。凉香並の王子様だと評価されていた。

## 書誌情報
- ぬっく『おとめサキュバス』、芳文社〈KRコミックス〉、全2巻
  1. 2017年11月11日初版第1刷発行（同年10月27日発売）、ISBN 978-4-8322-4889-2
  2. 2018年12月12日初版第1刷発行（同年11月27日発売）、ISBN 978-4-8322-4995-0